# Saško zrcalo
Saško zrcalo (nemško: Sachsenspiegel) je najstarejša in najpomembnejša nemška pravna knjiga srednjega veka.
V letih 1224-31 ga je sestavil v latinskem jeziku saški vitez Eike von Repgow in ga potem še prevedel v spodnjenemški jezik. Temelji na ostfalskem pravu avtorjeve ožje domovine. Vsebuje dva dela: saško deželno pravo (povzetek veljavnega običajnega prava svobodnih Saksoncev vseh stanov) in fevdno pravo (ki obravnava predvsem pravne zadeve visokega plemstva). Saško zrcalo predstavlja vzorec gornjenemškima pravnima knjigama: Nemškemu zrcalu (Deutschenspiegel) in Švabskemu zrcalu (Schwabenspiegel). S prevajanjem in predelavami (npr. zakonik mesta Görlitz) se je širil naprej in se kaže v kakih 200 obsežnih, deloma ilustriranih rokopisih. Pomen zakonika presega nemško ozemeljsko in govorno področje in sega na dele Poljske, Madžarske, in Rusije. V Turingiji in Anhaltu je v splošnem veljal do leta 1900.